# Wielkomilud
Wielkomilud (oryg. The BFG – The Big Friendly Giant, inne polskie tytuły: BFO, BFG) – powieść fantastyczna dla dzieci autorstwa Roalda Dahla (rok wydania 1982), ilustrowana przez Quentina Blake’a.
Niemiecki przekład został nagrodzony Deutscher Jugendliteraturpreis w 1985. Polski przekład Michała Kłobukowskiego uzyskał główną nagrodę Stowarzyszenia Tłumaczy Polskich za rok 1991.

## Polskie tłumaczenia
- Wielkomilud, tłum. Michał Kłobukowski, il. Franciszek Maśluszczak, 1991
- BFO, tłum. Jerzy Łoziński, il. Quentin Blake, 2003
- BFG, tłum. Katarzyna Szczepańska-Kowalczuk, il. Quentin Blake, 2016
- BFG, tłum. Michał Rusinek, il. Quentin Blake, 2022

## Ekranizacje
Powieść była dwukrotnie ekranizowana:
- w 1989 – powstał film animowany w reżyserii Briana Cosgrove'a[3]
- w 2016 – powstał film aktorski w reżyserii Stevena Spielberga[4]